# エレクトロントランス
エレクトロントランス（ウクライナ語: Електронтранс）は、ウクライナの輸送用機器メーカー。ウクライナ各地の都市へ向けて路面電車車両やバスの生産を行っている。

## 概要
2011年に創業した合弁会社。ウクライナの電機メーカーであるエレクトロンの傘下企業で、設立にあたっては同社に加えてウクライナのアブトテノプロエクト（Автотехнопроект）やドイツの鉄道台車製造メーカーのトランステック・F & E・ヴェッツァウ（TransTec F&E Vetschau GmbH）による共同出資が行われた。
ウクライナの都市・リヴィウに本社や工場を有し、年間100両の路面電車車両やバス（路線バス、電気バス、トロリーバス等）が生産可能である。2020年現在はこれらの車種の製造に加えて、レーザー切断や曲げ加工、塗装などの金属加工事業も展開している。

## 路面電車

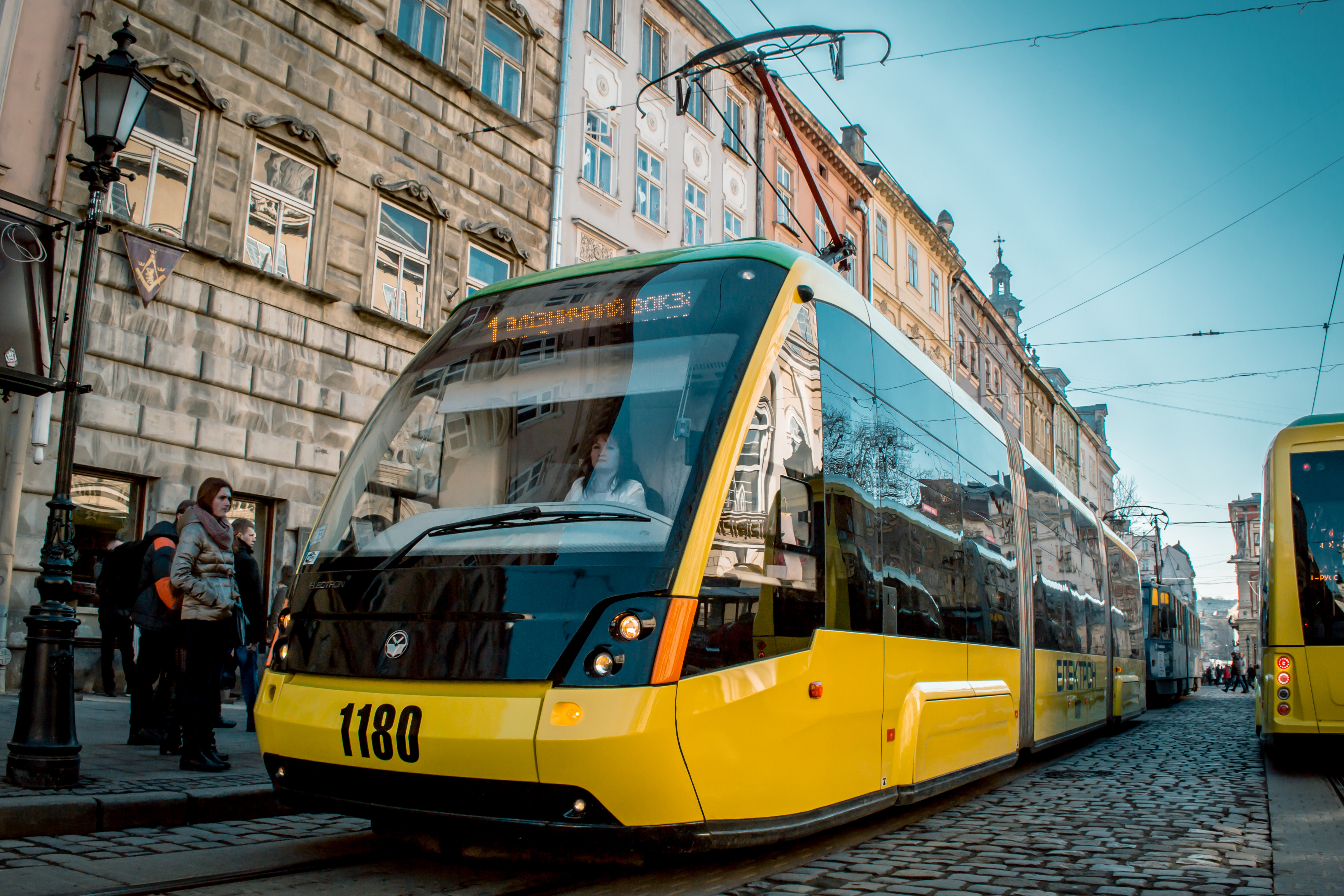
T3L44（リヴィウ）

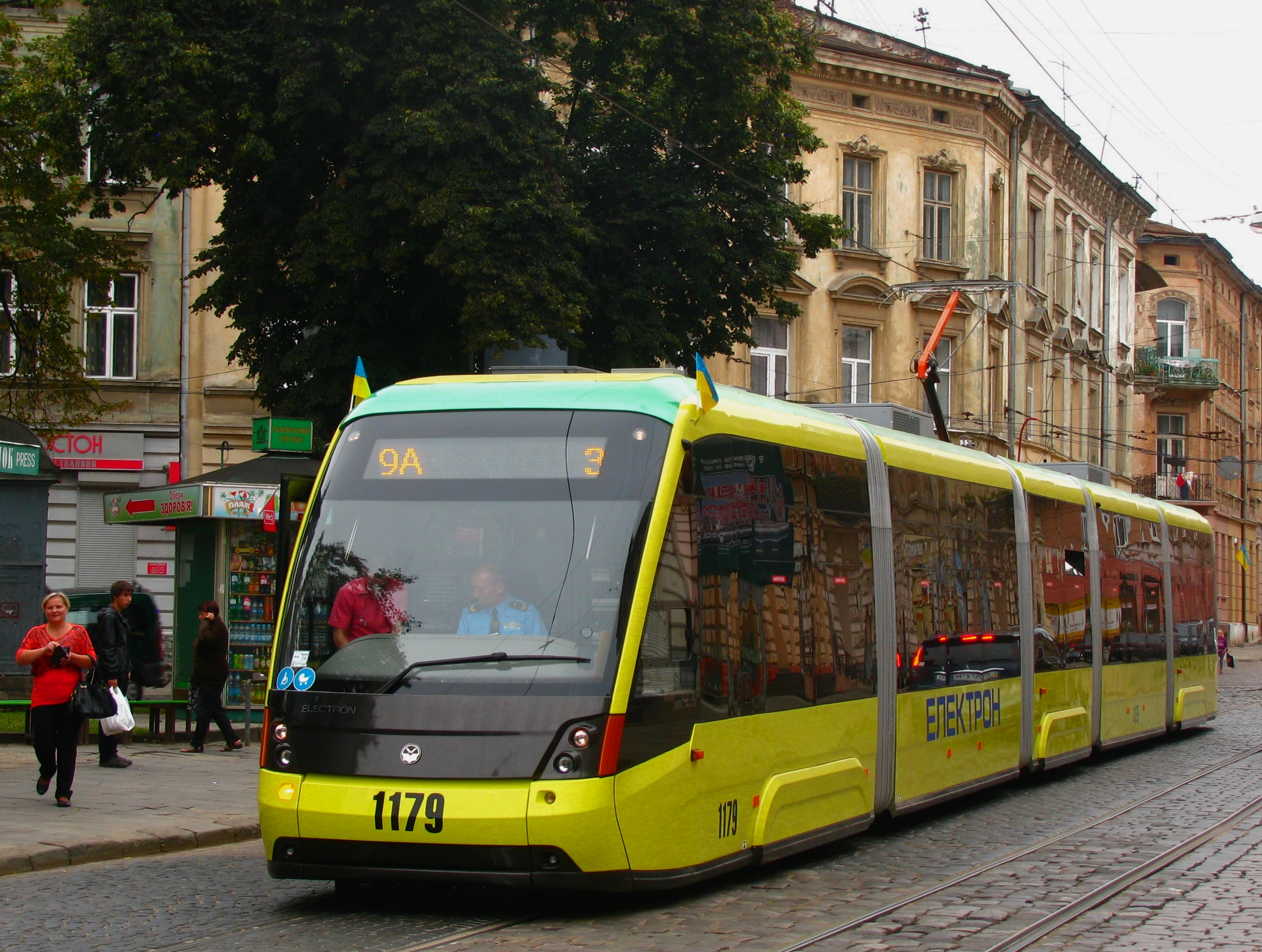
T5L64（リヴィウ）

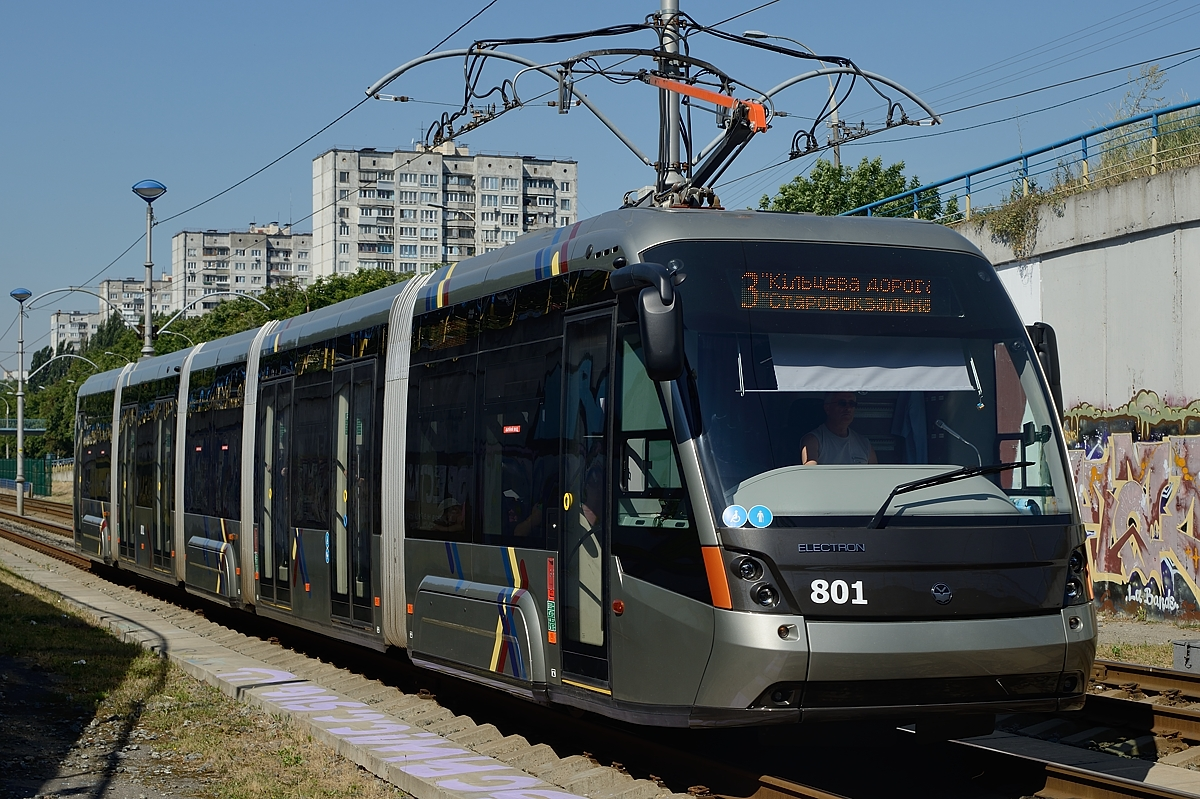
T5B64（キーウ）

### 概要
エレクトロントランスが製造を手掛ける路面電車は、ウクライナ国産の路面電車車両で初となる、車内全体が低床構造となっているバリアフリーに対応した100 %超低床電車である。路線の条件に合わせて、3車体、5車体、7車体という3種類の長さおよび軌間1,000 mm（狭軌）、軌間1,524 mm（広軌）の2種類の軌間から選択する事が出来る。全部品のうち80 %はウクライナの国内企業製のものが用いられ、残りの20 %はドイツ製となっている。
車体や機器はウクライナやヨーロッパの安全基準を満たした設計になっており、不燃性材料の使用や強力な非常ブレーキ、監視カメラの設置など安全性も配慮している。また、車両には現在位置や機器の状態をリアルタイムで監視可能なGPSシステムにも対応した装置が設置されている。車体の大きな窓は客席からの景観の向上に加えて運転士の視界の向上が図られたものである。車内には通常の座席に加えて車椅子やベビーカー利用客に対応したフリースペースが完備されている他、空調装置として冷暖房双方に対応したエアコンに加えて冬季の霜や評決を防ぐ床暖房が設置されている。
2段サスペンションにより振動を抑えた構造の台車のうち、動力台車には液冷式誘導電動機が2基設置されており、制御装置と共にネットワークシステム「CAN」を用いた診断システムによって管理されている。制動装置には台車の機械式ディスクブレーキに加えて回生ブレーキや緊急時の電磁吸着ブレーキが用いられる。

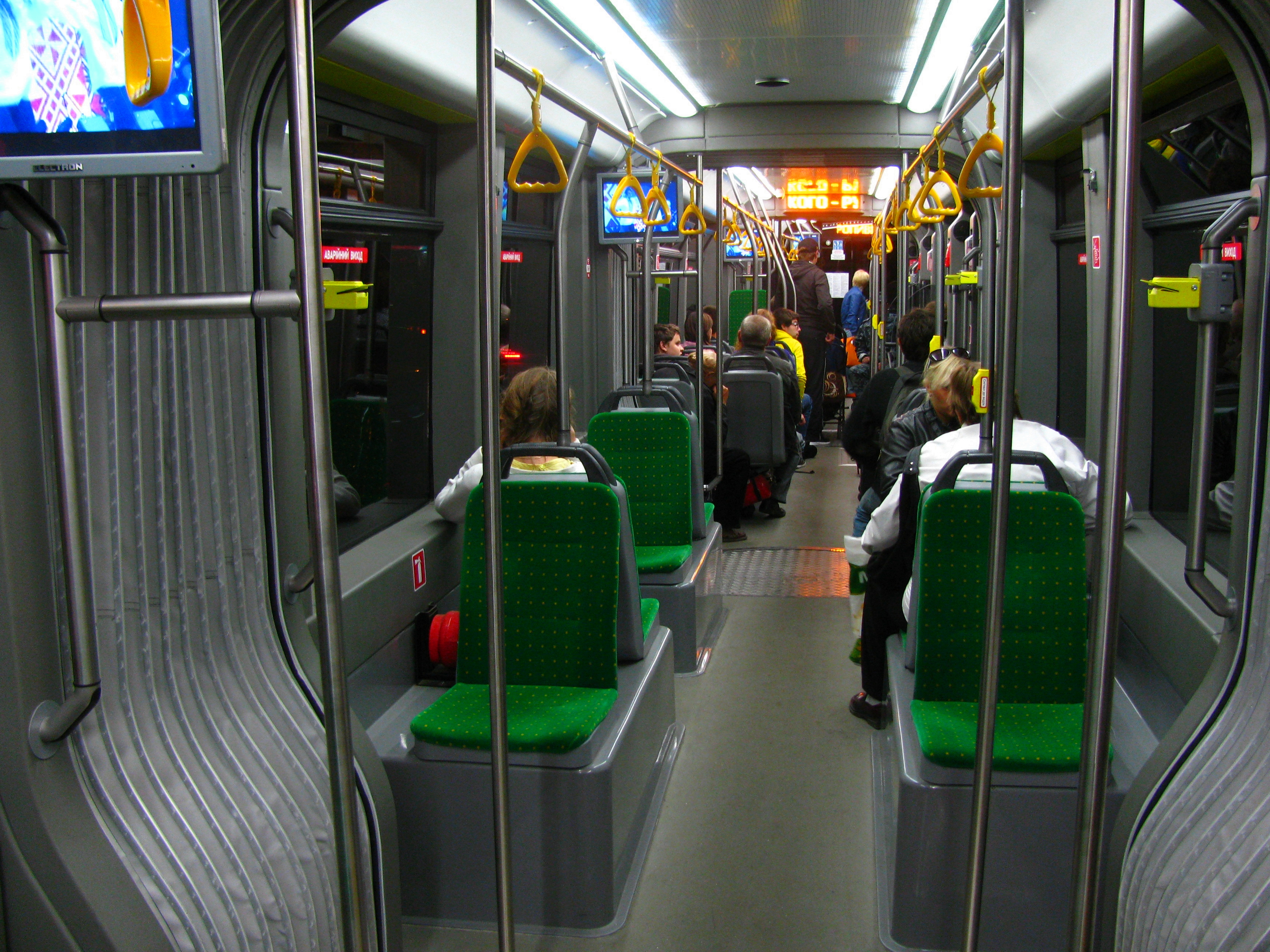
車内（リヴィウ）
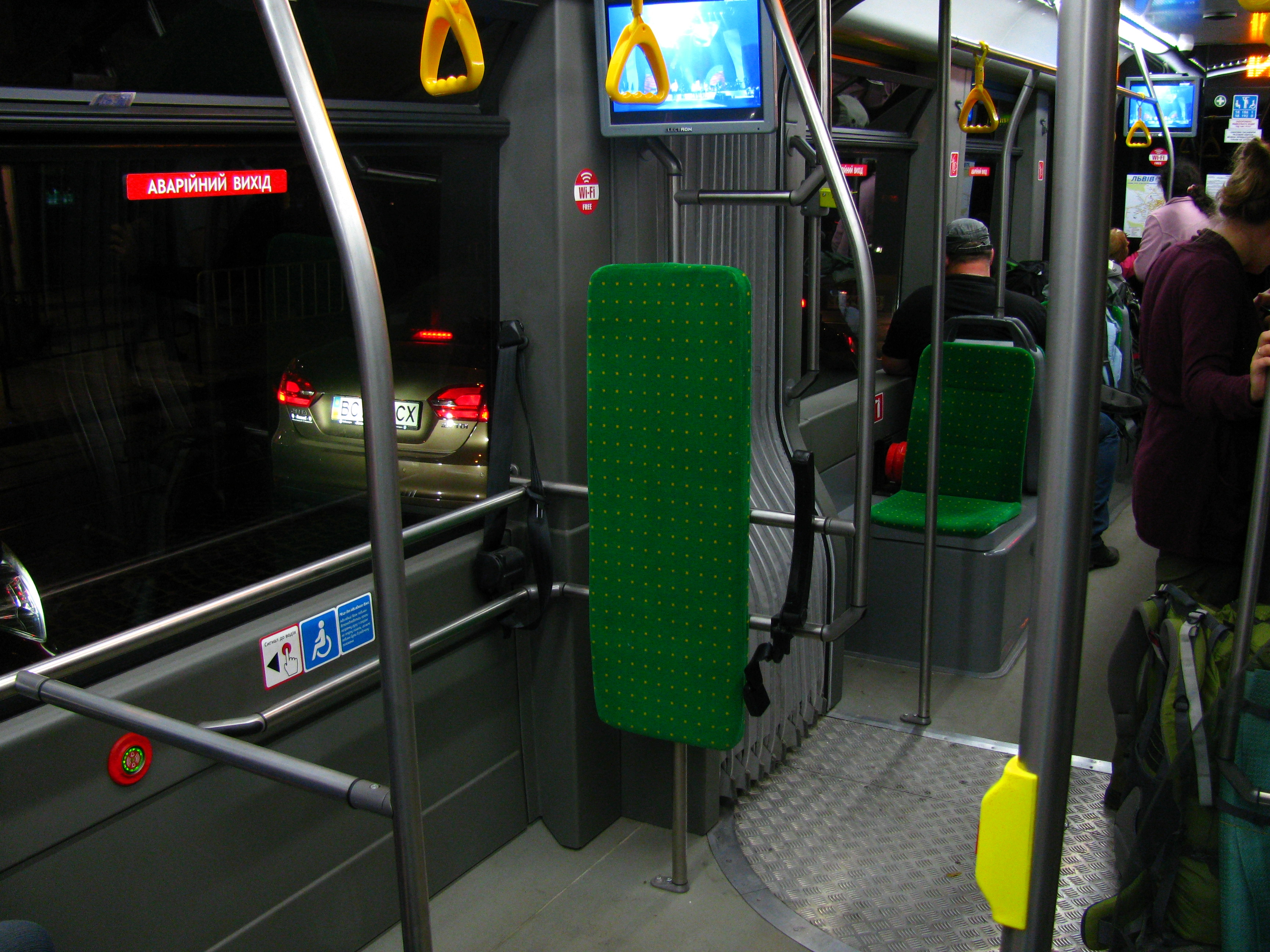
フリースペース（リヴィウ）
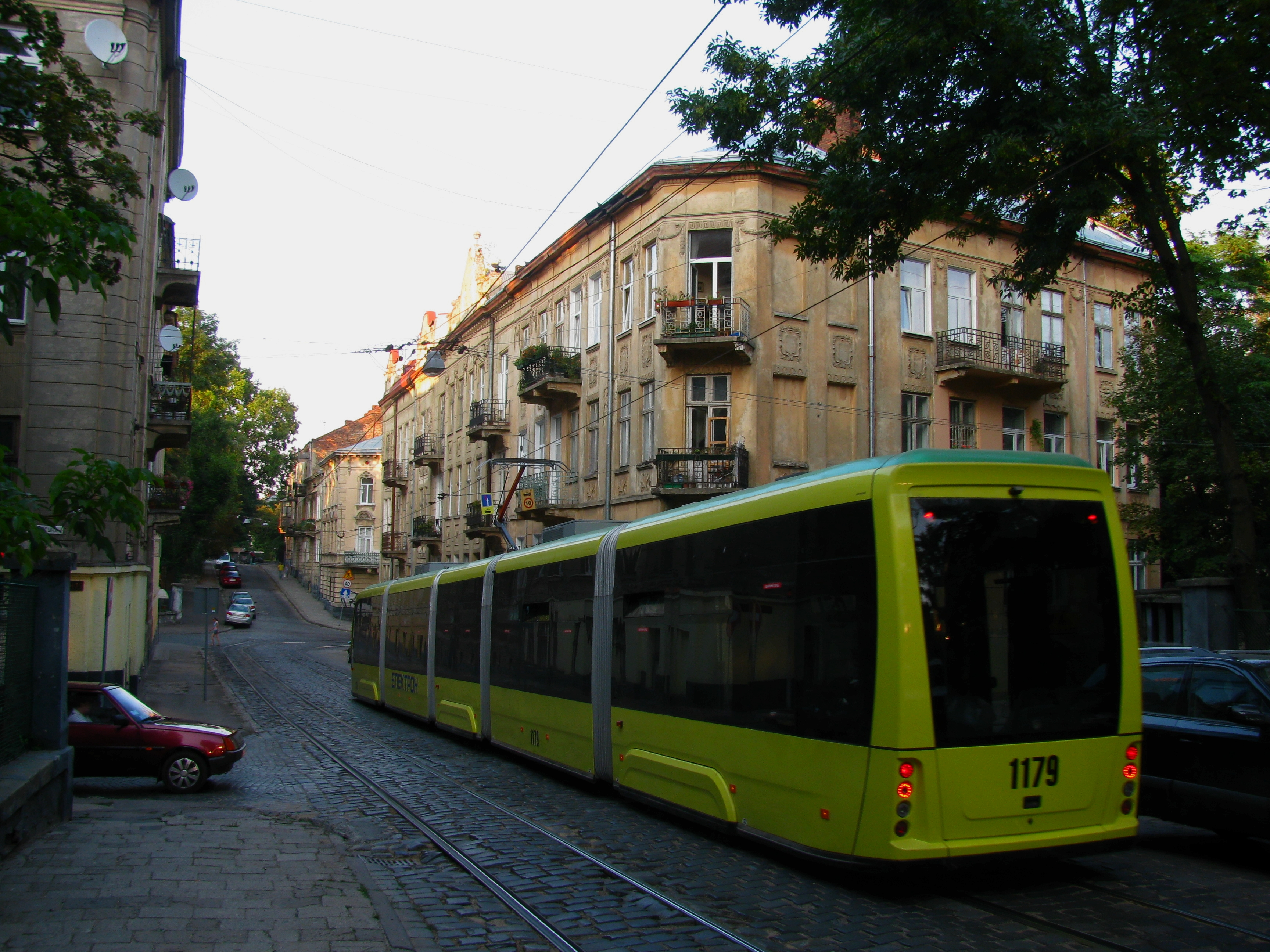
後方には運転台がない（リヴィウ）

### 主要諸元
| エレクトロントランス製路面電車車両 主要諸元 | エレクトロントランス製路面電車車両 主要諸元 | エレクトロントランス製路面電車車両 主要諸元 | エレクトロントランス製路面電車車両 主要諸元 | エレクトロントランス製路面電車車両 主要諸元 | エレクトロントランス製路面電車車両 主要諸元 | エレクトロントランス製路面電車車両 主要諸元 |
| ------------------------------------------- | ------------------------------------------- | ------------------------------------------- | ------------------------------------------- | ------------------------------------------- | ------------------------------------------- | ------------------------------------------- |
| 形式                                        | T3L44                                       | T5L64                                       | T7L86                                       | T3B44                                       | T5B64                                       | T7B86                                       |
| 運転台                                      | 片運転台                                    | 片運転台                                    | 片運転台                                    | 片運転台                                    | 片運転台                                    | 片運転台                                    |
| 軌間                                        | 1,000mm                                     | 1,000mm                                     | 1,000mm                                     | 1,524mm                                     | 1,524mm                                     | 1,524mm                                     |
| 編成                                        | 3車体連接車                                 | 5車体連接車                                 | 7車体連接車                                 | 3車体連接車                                 | 5車体連接車                                 | 7車体連接車                                 |
| 低床率                                      | 100%                                        | 100%                                        | 100%                                        | 100%                                        | 100%                                        | 100%                                        |
| 軸配置                                      | Bo-Bo                                       | Bo-2-Bo                                     | Bo-Bo-2-Bo                                  | Bo-Bo                                       | Bo-2-Bo                                     | Bo-Bo-2-Bo                                  |
| 全長                                        | 19,500mm                                    | 30,200mm                                    | 40,900mm                                    | 19,500mm                                    | 30,200mm                                    | 40,900mm                                    |
| 全幅                                        | 2,300mm                                     | 2,300mm                                     | 2,300mm                                     | 2,500mm                                     | 2,500mm                                     | 2,500mm                                     |
| 全高                                        | 3,400mm                                     | 3,400mm                                     | 3,400mm                                     | 3,400mm                                     | 3,400mm                                     | 3,400mm                                     |
| 車輪径                                      | 660mm                                       | 660mm                                       | 660mm                                       | 660mm                                       | 660mm                                       | 660mm                                       |
| 固定軸距                                    | 1,900mm                                     | 1,900mm                                     | 1,900mm                                     | 1,900mm                                     | 1,900mm                                     | 1,900mm                                     |
| 最大重量                                    | 34.7t                                       | 52.0t                                       | 69.3t                                       | 38.3t                                       | ？                                          | 76.3t                                       |
| 着席定員                                    | 35人                                        | 58人                                        | 81人                                        | 41人                                        | 70人                                        | 99人                                        |
| 最大定員 (乗客密度8人/m2時)                 | 160人                                       | 250人                                       | 340人                                       | 174人                                       | 287人                                       | 400人                                       |
| フリースペース                              | 1箇所                                       | 1箇所                                       | 1-2箇所                                     | 1箇所                                       | 1箇所                                       | 1-2箇所                                     |
| 導入都市                                    | リヴィウ (リヴィウ市電)                     | リヴィウ (リヴィウ市電)                     | －                                          | －                                          | キーウ (キーウ市電)                         | －                                          |
| 備考・参考                                  | [ 10 ] [ 12 ] [ 13 ]                        | [ 10 ] [ 14 ] [ 3 ]                         | [ 10 ] [ 15 ]                               | [ 11 ] [ 16 ]                               | [ 11 ] [ 17 ] [ 18 ]                        | [ 11 ] [ 19 ]                               |

## トロリーバス

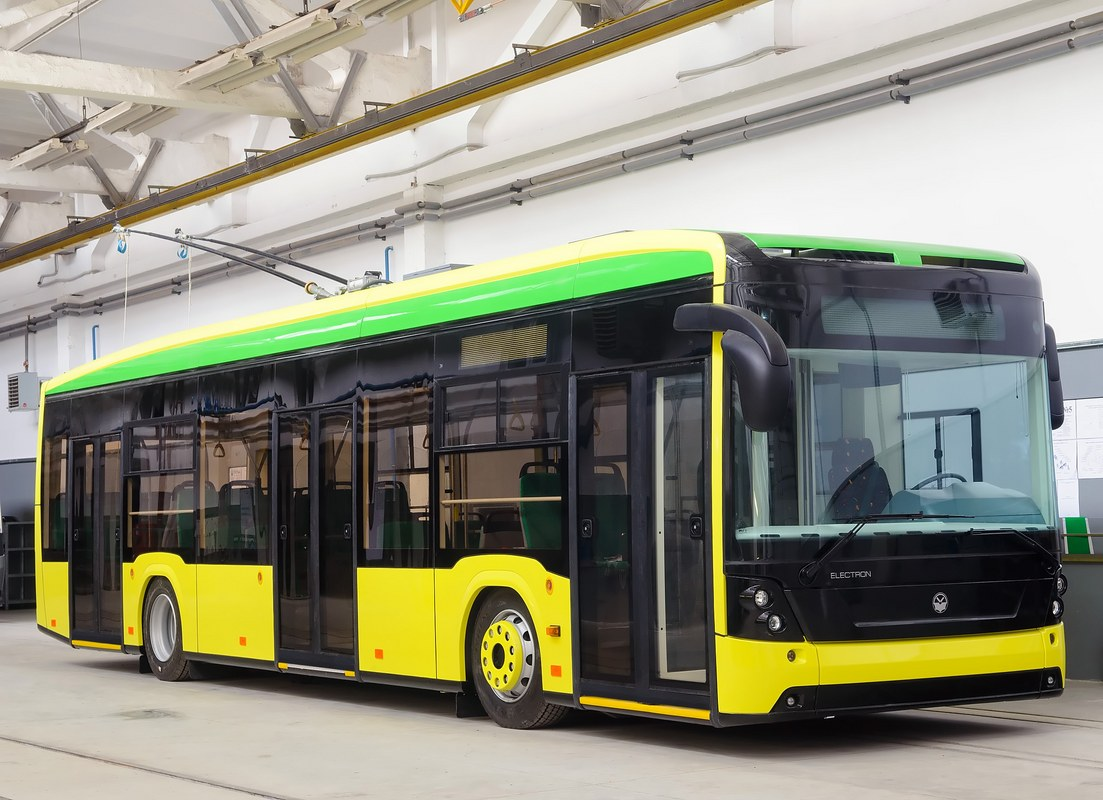
T19

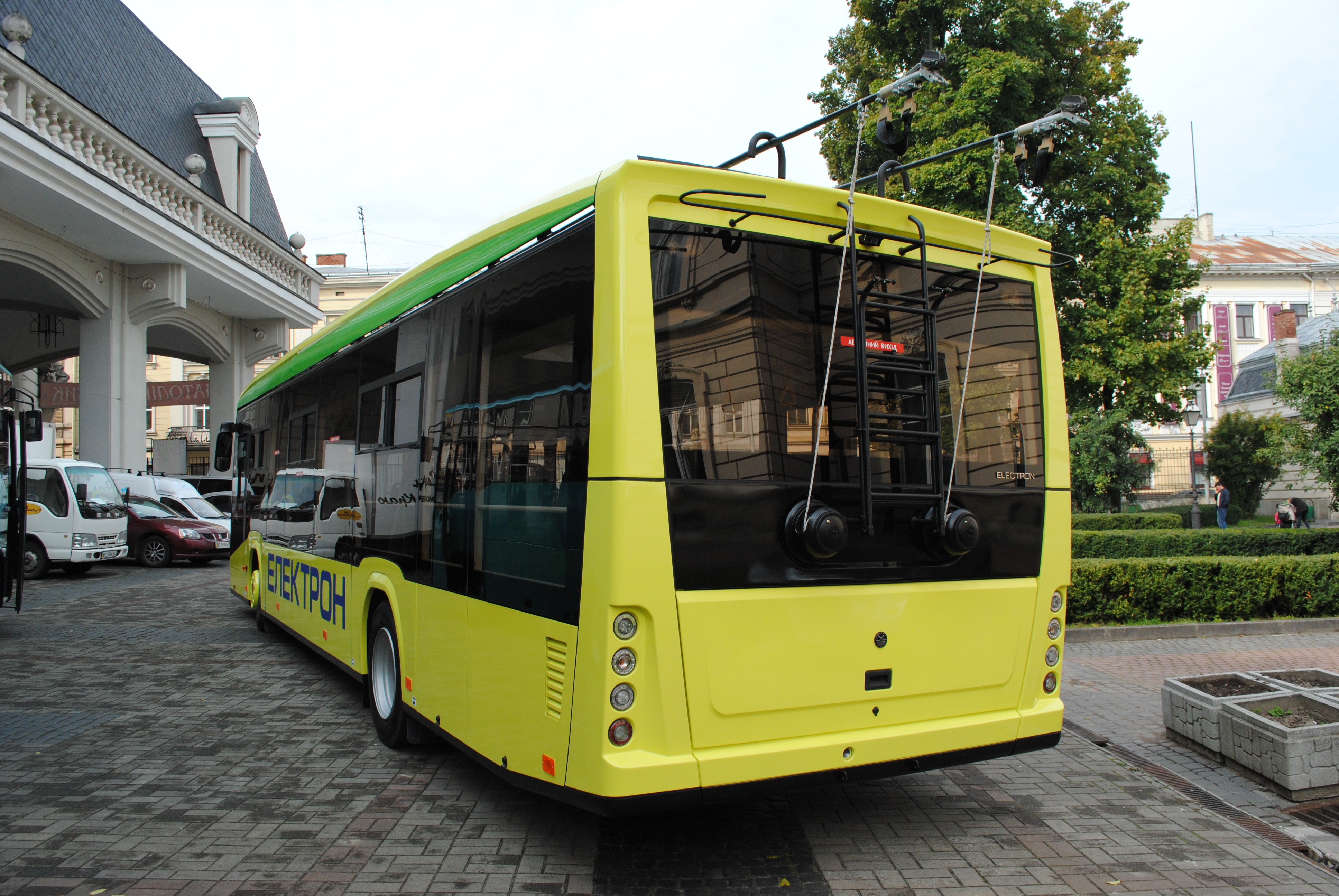
後方

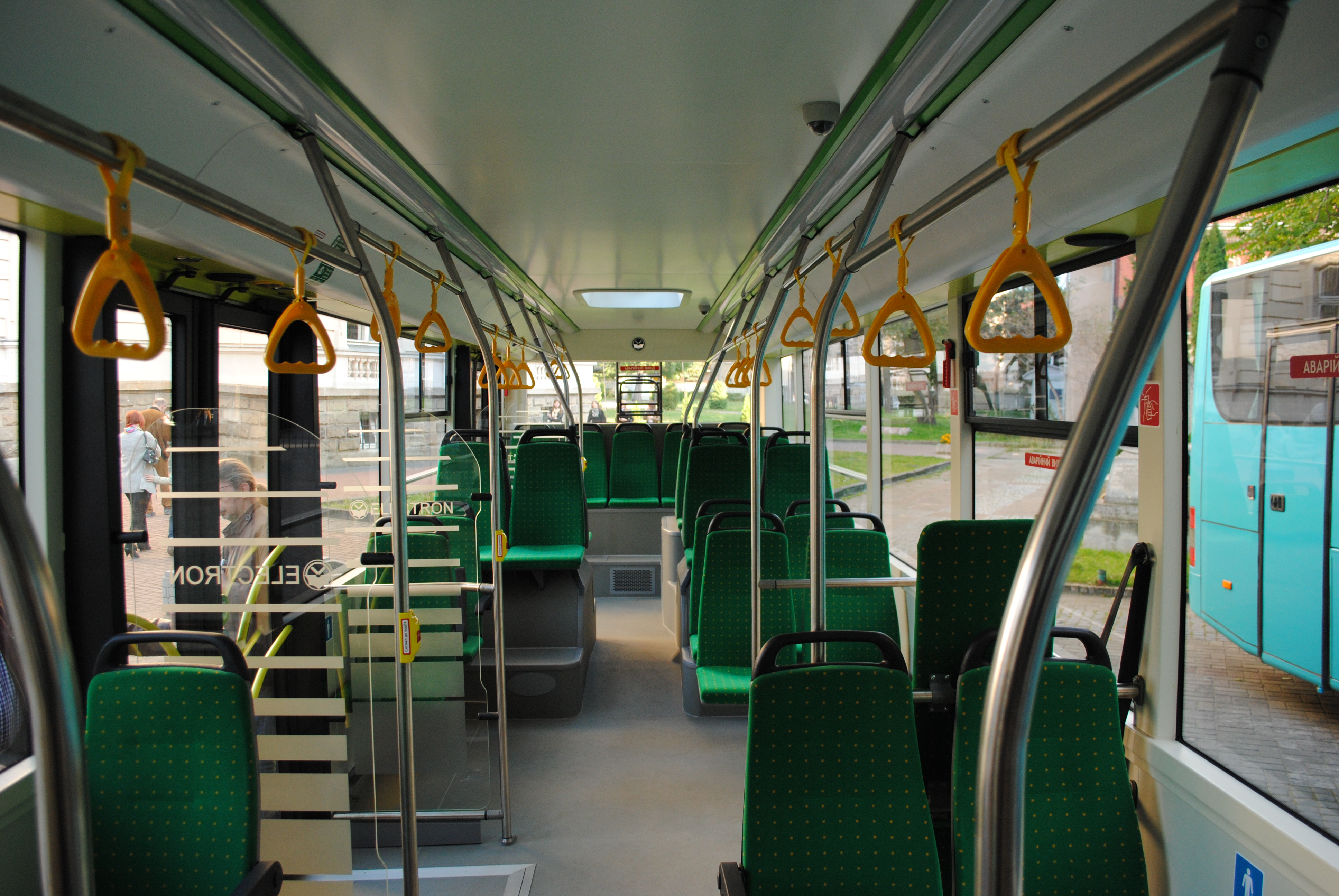
車内

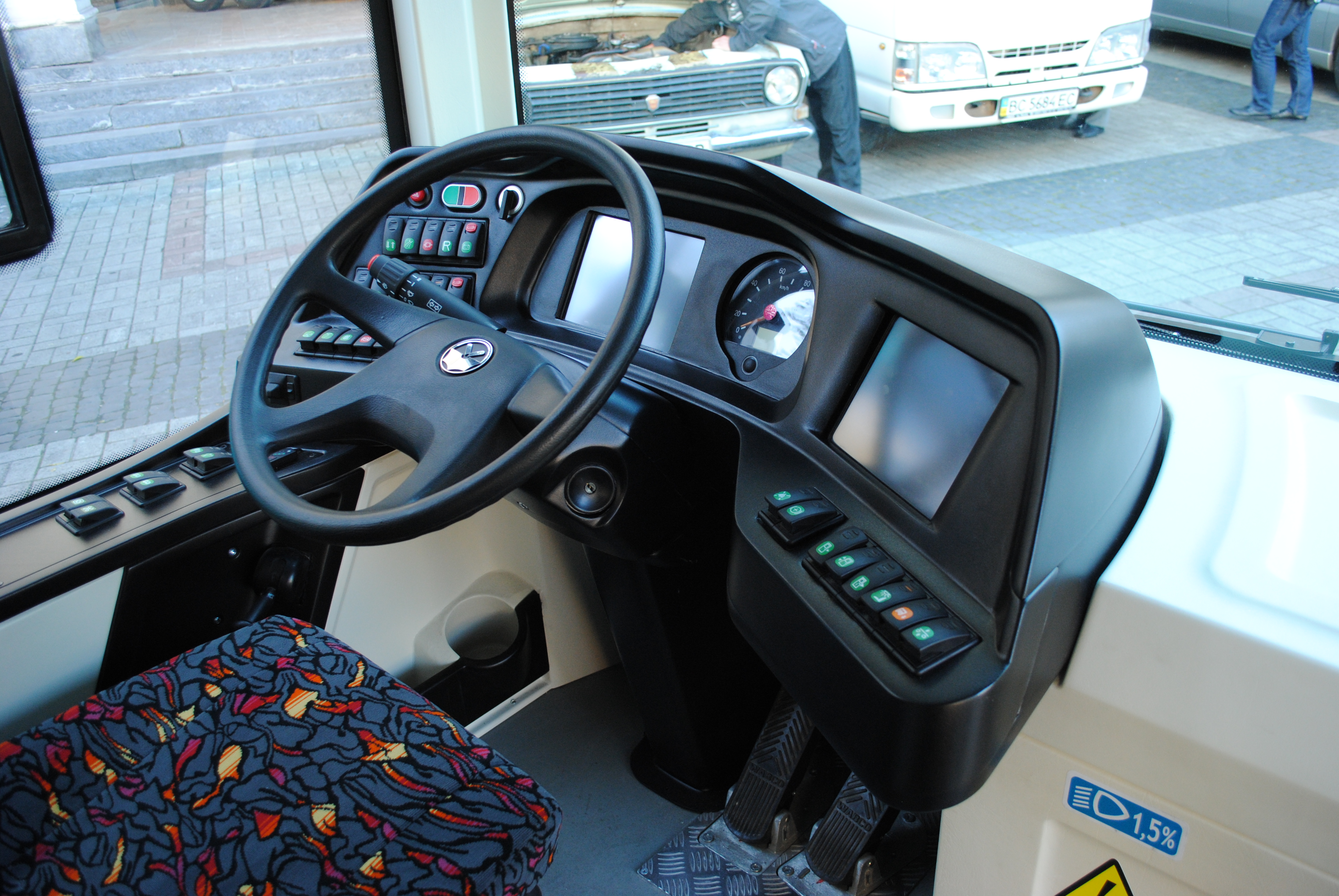
運転台

### 概要
エレクトロントランスが展開するT19形トロリーバスは、2014年から製造を開始したノンステップバスである。車体はステンレスを用いて作られており、耐用年数は15 - 20年を想定している。床上高さは通常時は340 mmだが、ニーリング機能により240 mmまで下げる事が出来る。車内は不燃性材料が使われている他、監視カメラの搭載、漏電防止用デバイスの設置など安全性の向上も図られている。
主電動機にはメンテナンス頻度の削減が可能な誘導電動機が用いられ、フィールド指向制御によって周波数の制御が行われるVVVFインバータ制御装置（IGBT素子）も搭載されている。前輪と後輪のサスペンションは独立した機構となっており、タッチスクリーンを採用した運転台と合わせて運転の簡素化が図られている。

### 主要諸元
| エレクトロントランス製トロリーバス 主要諸元 | エレクトロントランス製トロリーバス 主要諸元 |
| ------------------------------------------- | ------------------------------------------- |
| 形式                                        | T19                                         |
| 全長                                        | 12,000mm                                    |
| 全幅                                        | 2,550mm                                     |
| 全高 (集電装置含)                           | 3,670mm                                     |
| 床上高さ                                    | 340mm                                       |
| 重量                                        | 18.6t                                       |
| 着席定員                                    | 34人                                        |
| 最大定員                                    | 106人                                       |
| 車椅子スペース                              | 1箇所                                       |
| 主電動機                                    | 誘導電動機                                  |
| 出力                                        | 180kw                                       |
| 制御装置                                    | VVVFインバータ制御                          |

## 電気バス

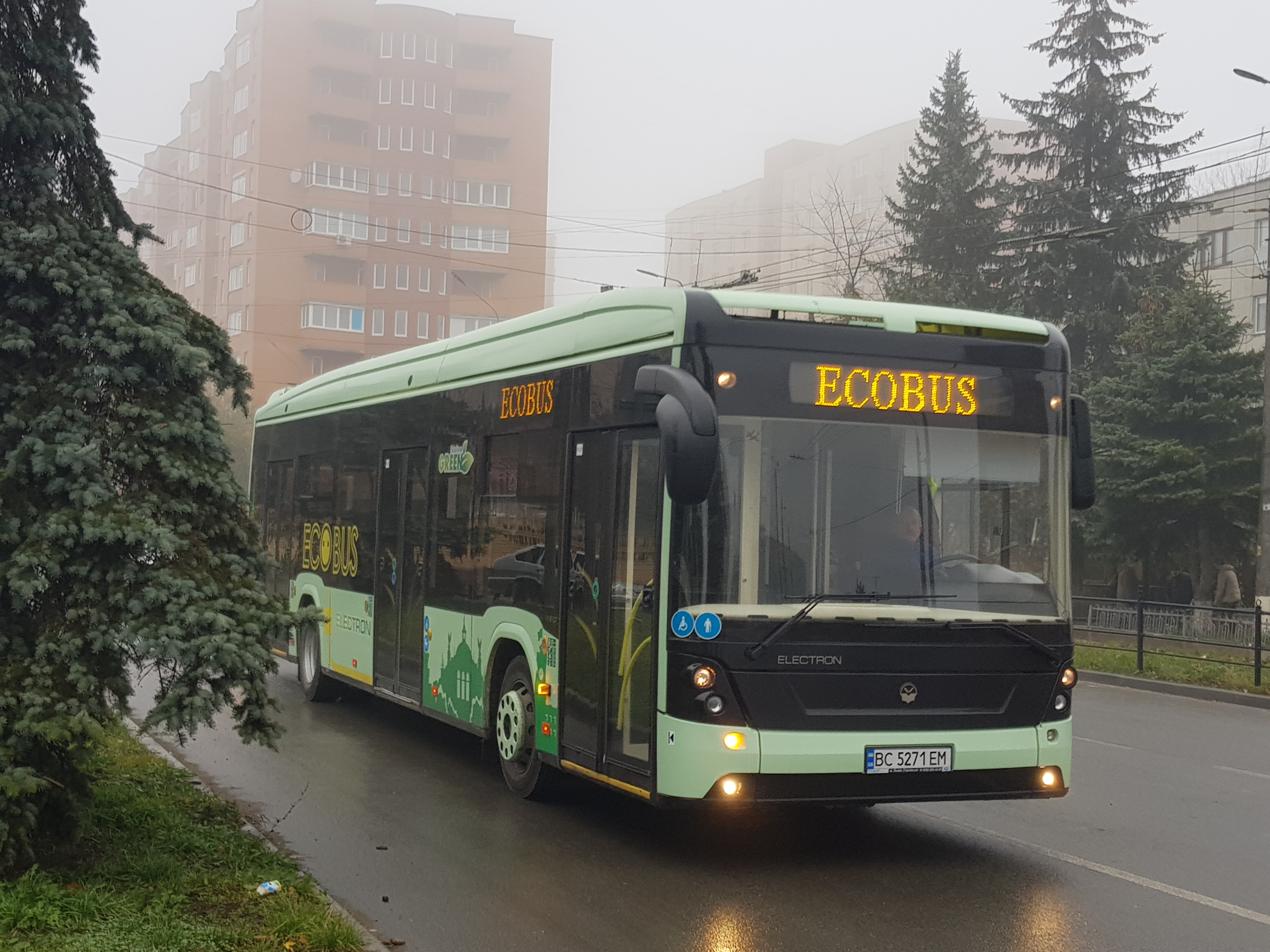
E19

エレクトロントランスでは、路面電車やトロリーバスと並行して、これらの交通機関と比べて運用コストが安価でメンテナンスも容易な電気バスの展開も行われている。同社が展開するE19形電気バスには最大2,000 - 8,000回の充放電サイクルを有する長寿命のバッテリーやオンボード充電器（380 V）が搭載されており、15 - 20分で最大70 %の充電が可能となっている。バッテリーの数は顧客の要望に応じて自由に選択可能である。また、バッテリーの性能設定や個々のセルの状態は監視システムによって常時管理されている他、高電圧・低電圧双方の回路は双方向ネットワークシステムの「CAN」を用いた管理が行われる。これらの機器や車体の構造については、トロリーバス（T19形）を基に開発が行われている。

## ディーゼルバス
A18501形ディーゼルバスは、リヴィウバス工場（Львівський автобусний завод、ЛАЗ）が2004年から展開していた路線バスのCityLAZ-12を基に設計された車種である。

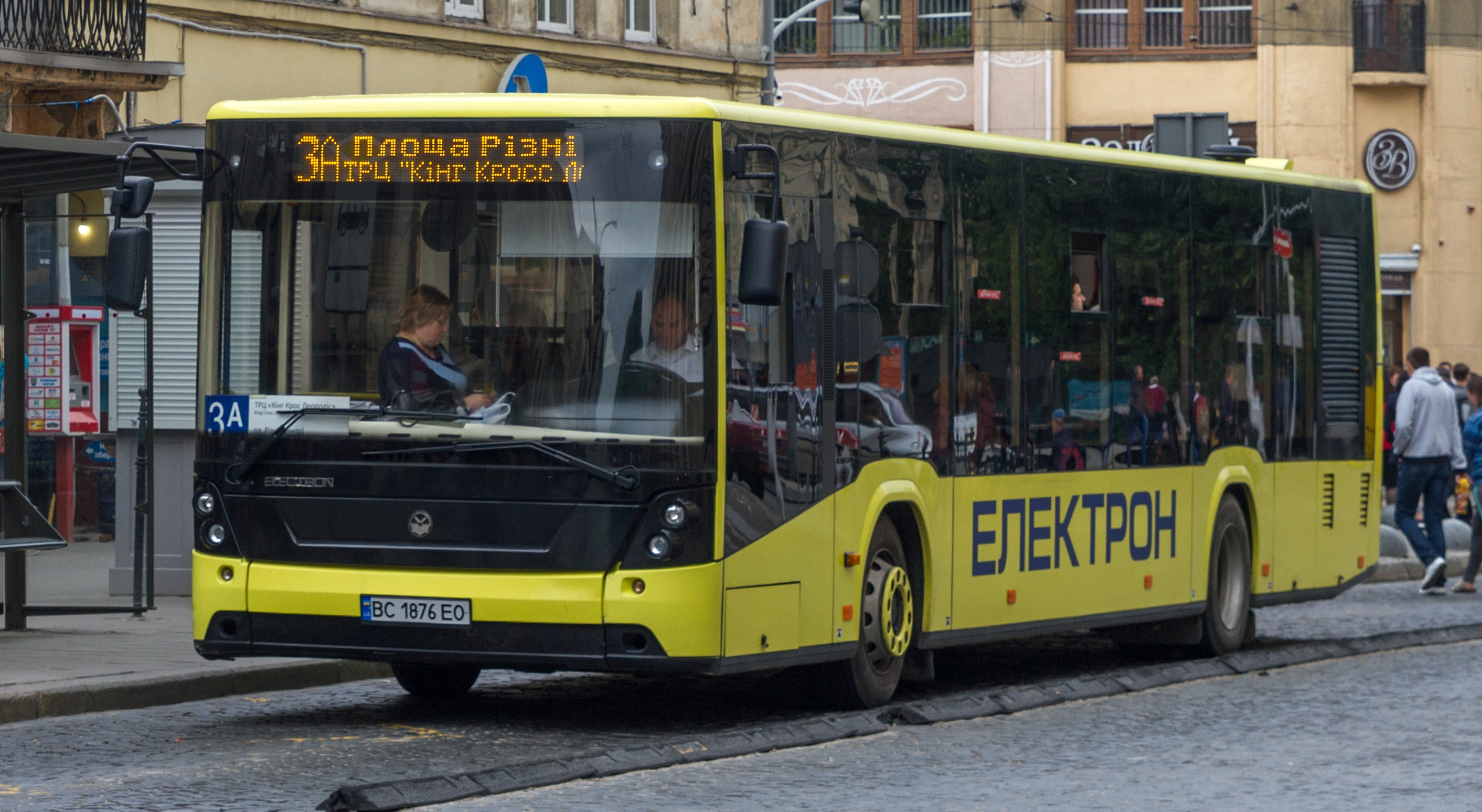
A18501

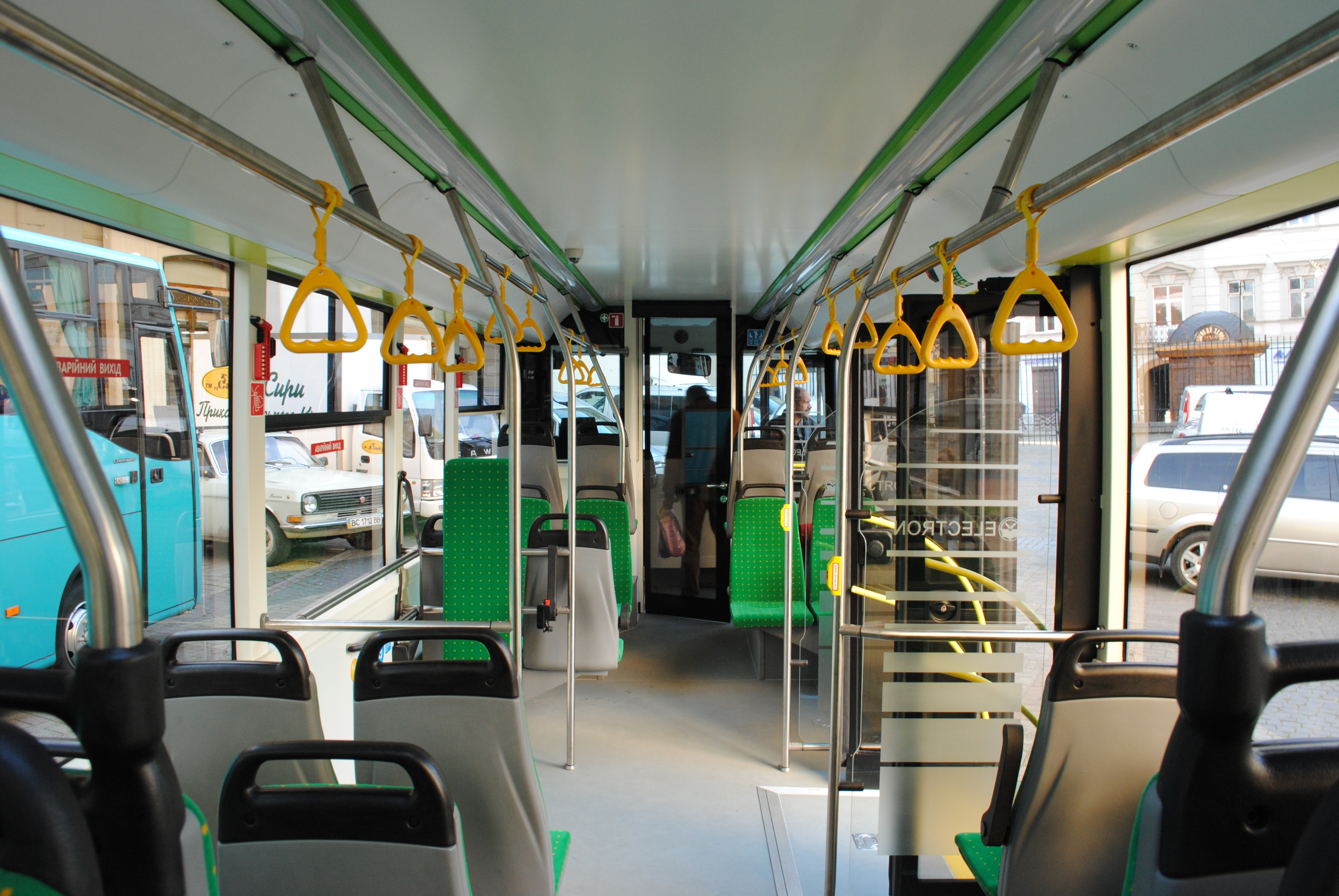
車内

総重量18.1 t、定員100人（着席36人）、床上高さ340 mmのノンステップバスで、CityLAZ-12には搭載されていなかったニーリング機能によって停車時には250 mmまで床上高さを下げる事が出来る。また、独立式フロントサスペンションを導入する事で、CityLAZ-12と比較して曲線走行時を始めとした運転性能が向上している。エンジンはカミンズ製のISB6形ディーゼルエンジン（ターボチャージャー搭載、285馬力）が用いられ、排ガス基準「EURO5」を満たした設計になっている他、電動式の強制換気装置を備えた最新式の冷却システムが設置されており、燃料コストの大幅な削減が図られている。ブレーキシステムにはアンチロック・ブレーキ・システム（ABS）やアンチスリップレギュレーション（ASR）を備えた電子制御ブレーキシステム（EBS）が導入されており、回路を二重にする事で冗長性も確保されている。また、これらの機器の管理には「CAN」システムが用いられる。

## 関連車両

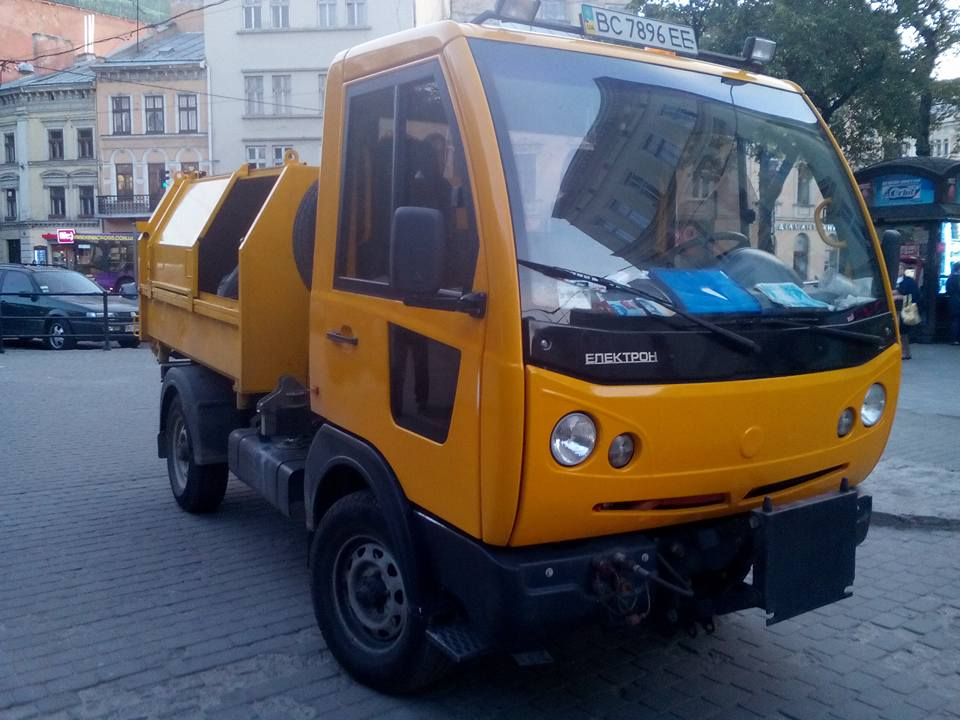
エレクトロン（トラック）

- エレクトロン (トラック)（ウクライナ語版） - エレクトロンの傘下企業であるエレクトロンマッシュ（ウクライナ語版）が展開するトラック[1]。